# Pseudomonas tomato
Pseudomonas tomato is een gram-negatieve bacterie, dat verschillende plantensoorten kan aantasten.
Vroeger werd Pseudomonas tomato beschouwd als een pathovar van Pseudomonas syringae. DNA-onderzoek heeft echter aangetoond dat het om een aparte soort gaat, waartoe ook de P. syringae pathovars nu vallen. Een officiële naam is er echter nog niet. Daarom wordt de bacterie voorlopig aangeduid als Pseudomonas tomato.

## Pathovars
- 'Pseudomonas tomato'  pv. antirrhini tast Antirrhinum majus aan.
- 'Pseudomonas tomato'  pv. apii tast Apium graveolens aan.
- 'Pseudomonas tomato'  pv. berberidis tast Berberis-soorten aan.
- 'Pseudomonas tomato'  pv. delphinii tast Delphinium-soorten aan.
- 'Pseudomonas tomato'  pv. lachrymans tast Cucumis sativus aan.
- 'Pseudomonas tomato'  pv. maculicola tast soorten van Brassica en Raphanus aan.
- 'Pseudomonas tomato'  pv. morsprunorum tast Prunus domestica aan.
- 'Pseudomonas tomato'  pv. passiflorae tast Passiflora edulis aan.
- 'Pseudomonas tomato'  pv. persicae tast  Prunus persica aan.
- 'Pseudomonas tomato'  pv. philadelphi tast Philadelphus coronarius aan.
- 'Pseudomonas tomato'  pv. primulae tast Primula-soorten aan.
- 'Pseudomonas tomato'  pv. ribicola tast Ribes aureum aan.
- 'Pseudomonas tomato'  pv. tomato tast Lycopersicon esculentum aan.[3]
- 'Pseudomonas tomato'  pv. viburni tast Viburnum-soorten aan.